# Martina Ferrara
Martina Ferrara (Avellino, 28 gennaio 1999) è una pallavolista italiana, libero del Talmassons.

## Biografia
Sua sorella Marianna è anch'essa una pallavolista.

## Carriera

### Club
La carriera di Martina Ferrara inizia nelle giovanili del San Lorenzo, per poi passare nella stagione 2014-15 nel Volleyrò, in Serie B1; nell'annata 2016-17 entra nella squadra federale del Club Italia, esordendo in Serie A1, stessa categoria dove milita per il campionato 2017-18 con la Savino Del Bene.
Nella stagione 2018-19 viene ingaggiata dalla Due Principati, in Serie A2, a cui è legata per due annate; è nella serie cadetta anche per il campionato 2020-21 vestendo la maglia del Cutrofiano, per poi ritornare nella massima divisione grazie all'acquisto da parte del Casalmaggiore nell'annata 2021-22.
Nella stagione 2022-23 si accasa alla Roma Club, in Serie A2, con cui vince la Coppa Italia di categoria e ottiene la promozione in Serie A1, che disputa con la stessa squadra nella stagione seguente; per il campionato 2024-25 difende i colori del neopromosso Talmassons, sempre in Serie A1.

### Nazionale
Nel 2017 viene convocata nella nazionale italiana under 20, con cui partecipa al campionato mondiale, chiuso al nono posto.

## Palmarès

### Club
- Coppa Italia di Serie A2: 1

2022-23